# Алберт Лиханов
Алберт Лиханов (на руски: Альбе́рт Анато́льевич Лиха́нов) е руски съветски писател, автор на произведения в жанра детска литература.

## Биография и творчество
Алберт Анатолиевич Лиханов е роден на 13 септември 1935 г. в Киров, РСФСР, СССР. Баща му Анатолий Николаевич е шлосер, а майка му Милица Алексеева е медицински лаборант. През 1958 г. завършва журналистика в Уралския държавен университет в Свердловск. След дипломирането си работи като литературен работник във вестник „Кировская правда“. През 1960 г. става участник на събитията залегвали в книгата му „Благие намерения“. В периода 1961 – 1964 г. е главен редактор на вестник „Комсомолско племе“, а в периода 1964 – 1966 г. е кореспондент на вестник „Комсомолская правда“ в Новосибирск.
Докато е в Киров публикува през 1962 г. в списание „Юность“ първият си разказ „Шагреневая кожа“.
От 1967 г. работи в Москва. Става дългогодишен служител на популярното младежко списание „Смена“, първо отговорен секретар, а от 1975 г. до 1987 г. е главен редактор. Едновременно става известен с публикуване на произведенията си в списание „Юность“. В периода 1987 – 1992 г. е председател на Управителния съвет на Съветския детски фонд „Ленин“ създаден по негова инициатива, а от 1992 г. е председател на Управителния съвет на Руския детски фонд и директор на Изследователския институт към него. Бил е президент на Международната асоциация на детските фондове
През 1976 г. издателството „Млада гвардия“ издава избрани негови произведения в 2 тома, а в периода 1986 – 1987 г. в 4 тома. През 2005 г. са издадени 20 тома с неговите творби.
Произведенията на писателя са издадени в над 30 милиона екземпляра само в СССР и Русия. Седем от произведенията му са екранизирани. За произведенията си е удостоен с множество национални и международни награди.
През 1989 г. е избран за народен депутат на СССР и на Върховния съвет, и работи за приемането на Световната конвенция за правата на децата.
Той е академик на Руската академия на естествените науки от 1993 г., академик на Руската академия на образованието от 2001 г., почетен професор на Кировския държавен педагогически университет от 1995 г., почетен професор на Московския педагогически институт от 2008 г., „доктор хонорис кауза“ на Държавния университет на Белгород (2001), на Тюменския държавен университет (2006), на Санктпетербургския университет по хуманитарни науки (2007), на Токийския университет „Сока“ (2008), на Уралския държавен университет (2009). От 2010 г. е пожизнен академик на Американския биографичен институт, а Биографичния център на Кеймбриджкия университет го определя за личност на 2010 г. за постижения в областта на литературата и хуманизма. Почетен гражданин на Киров, а в Кировска област е учредена библиотечна награда на негово име.
Алберт Лиханов умира след тежко заболяване на 25 декември 2021 г. в Москва.

## Произведения
- О благородной королеве, золотых зернах и горячих сердцах (1959)
- Да будет солнце! (1963)
- Звёзды в сентябре (1965)
- Вам письмо (1966)
- Тёплый дождь (1968)
- Деревянные кони (1971)
- Крутые горы (1971)
- Паводок (1972)
- Музыка (1974)
- Мой генерал (1975)
- Солнечное затмение (1976)
Слънчево затъмнение, изд.: ИК „Отечество“, София (1985), прев. Минка Златанова, Виолета Манчева
- Голгофа (1979)
Голгота, изд.: ИК „Хр. Г. Данов“, София (1989), прев. Цонка Дулова
- Благие намерения (1980)
Добри намерения, изд.: ИК „Хр. Г. Данов“, София (1989), прев. Цонка Дулова
- Боря Цариков (1980) – биография
- Высшая мера (1982)
- Магазин ненаглядных пособий (1983)
- Кикимора (1983)
- Последние холода (1984)
Последните студове, изд.: ИК „Отечество“, София (1985), прев. Минка Златанова, Виолета Манчева
- Детская библиотека (1985)
- Дети без родителей (1987)
- Лежачих не бьют
- Те, кто до нас
- Джорж из Динки джаза
- Свечушка
- Невинные тайны (1990)
- Мужская школа (1991)
- Никто (1999)
Никой, изд. „Хайни“ (2008), прев. Ганка Константинова
- Сломанная кукла (2002)
Счупената кукла, изд. „Хайни“ (2008), прев. Ганка Константинова
- Преддетство
- Слëтки
Пролитане, изд. „Хайни“ (2013), прев. Румен Шомов
- Мальчик, которому не больно (2009)
- Девочка, которой все равно (2009)
- Непрощенная (2013)
Непростената, изд. „Хайни“ (2014), прев. Румен Шомов

### Серия „Семейные обстоятельства“
- Чистые камушки (1967)
Чисти камъчета, изд.: ИК „Отечество“, София (1981), прев. София Бранц
- Лабиринт (1969)
- Обман (1973)
Измама, изд.: „Народна младеж“, София (1975), прев. Емилия Гергова

### Екранизации
- Семейные обстоятельства (1977) – по „Измама“
- Мой генерал (1979) – ТВ филм, 2 епизода, сценарий
- Благие намерения (1984)
- Карусель на базарной площади (1986) – по „Голгота“
- Команда 33 (1987) – по „Воинский эшелон“
- Высшая мера (1998)
- Последние холода (1999)